# Rietavas
Rietavas es una pequeña ciudad en Lituania. Se ubica en la provincia de Telšiai y es cabecera del municipio homónimo.
Se ubica junto al río Jūra, unos 20 km al sur de Plungė.
En 2011 tiene 3251 habitantes, de los cuales 97,66% son lituanos y 0,58% son rusos.
Hay una iglesia católica y palacio. En 1892 fue construida aquí la primera estación eléctrica de Lituania.